# 北原由夫
北原 由夫（きたはら よしお、1930年〈昭和5年〉 - 2018年〈平成30年〉）は、歌人、日本文学研究者、江戸川短期大学名誉教授・元学長。
長野県上伊那郡高遠町（現伊那市）出身。東洋大学卒。東京文化短期大学教授、江戸川女子短期大学教授、2003年江戸川短期大学学長、同名誉教授。島木赤彦研究会名誉会長。新井章に兄事した。
2010年春、瑞宝小綬章を受章。

## 著書
- 『山 心象と風景 歌とエッセイ』教育出版センター、1984
- 『児童の文学その教育と文化』教育出版センター 以文選書、1986 謙光社、1988
- 『日本現代歌人叢書 北原由夫歌集』芸風書院、1990
- 『歌人古泉千樫』短歌新聞社、1999
- 『信濃の歌人新井章論』短歌新聞社、2000
- 『歌人新井章論 東京編』短歌新聞社、2004

### 共著
- 『日本韻文史』新井章、武田政市著 桜楓社、1979

## 参考
- 『児童の文学その教育と文化』著者紹介
- 伊那市